# 機器人理財
機器人理財（英語：Robo-advisor）或稱智能投顧，是將人工智慧導入傳統的理財顧問服務，並非由實體的機器人幫助客戶理財，而是透過網路線上互動，依據需求者設定的投資目的及風險承受度，透過電腦程式的演算法，提供自動化的投資組合建議，不像傳統臨櫃面對面理財服務需要許多的服務人員，其目的在於提升效率。依據投信投顧公會研究報告指出，理財機器人以主要是諮詢建議，經由自動化服務，提供投資建議及投資組合。另外是協助客戶就投資組合提供交易執行及風險管理服務，於投資組合達預設損益，或偏離原定之投資比例時，自動執行再平衡交易。

## 機器人理財的優點
機器人理財是依照投資者的需求及風險承受度來訂定投資策略，隨市場變化依大數據系統演算自動調整投資組合，24小時提供線上服務。所使用的人力較少，進入財富管理的門檻及費用較低 。

## 機器人理財的缺點
機器人理財無法保障投資報酬的最大化，且投資標的有限，尚無法全面自動化，可能會有人為的判定影響。在依於過去數據演算的基礎下，無法預測可能影響投資表現的突發事件，如發生金融危機時，是否能即時提出合理的投資建議，尚無法驗證。

## 註腳
1. ↑  陳安斌; 陳莉貞; 蘇秀玲; 郭怡君.  (PDF). 財團法人中華民國證券暨期貨市場發展基金會.   [2018-05-29]. （原始内容存档 (PDF)于2018-05-29）.
2. ↑  張道宜. . Cheers雜誌. 2018-03, (210期)  [2018-05-29]. （原始内容存档于2019-12-01）.
3. ↑  王孟倫; 李靚慧. . 自由時報. 2017-07-17  [2018-05-29]. （原始内容存档于2019-12-02）.
4. ↑  . 鉅亨網新聞中心. 2018-10-08  [2018-10-28]. （原始内容存档于2019-08-27）.
5. ↑  . 中華民國金融監督管理委員會.   [2018-12-08]. （原始内容存档于2019-08-20）.
6. ↑  林讓均. . 財經. 2018-01-02  [2018-05-29]. （原始内容存档于2019-08-28）.
7. ↑  沈庭安. . iThome.   [2018-05-29]. （原始内容存档于2019-08-26）.
8. ↑  張道宜. . 今周刊. 2017-08-17, (1078)  [2018-05-29]. （原始内容存档于2020-02-24）.

## 外部連結
- 吳佳晉. . 中時電子報. 2018-06-23  [2018-07-02]. （原始内容存档于2019-12-04）.
- 陳映璇. . 數位時代.   [2018-05-29]. （原始内容存档于2019-09-01）.
- 李靚慧; 王孟倫. . 財經週報. 自由時報. 2017-11-27  [2018-05-29]. （原始内容存档于2018-06-13）.